# Институт румынской филологии имени Богдана Петричейку Хашдеу
Институт румынской филологии имени Богдана Петричейку Хашдеу (рум. Institutul de Filologie Română „Bogdan Petriceicu-Hasdeu”), ранее Институт языка и литературы Академии наук Молдавской ССР, — научно-исследовательский институт в Кишинёве, Молдова, основанный в 1958 году. До 2018 года являлся частью Академии наук Молдовы, а с 2022 года входит в состав Молдавского государственного университета.

## История
Предшественник института — Молдавский научный комитет, созданный в 1928 при Наркомпросе Молдавской АССР и преобразованный в 1935 году в Научно-исследовательский институт молдавской культуры, а в 1939 году — в Молдавский научно-исследовательский институт истории, языка, литературы и экономики.
В 1940 году в связи с советской аннексией Бессарабии и Бессарабии и Северной Буковины институт переехал из Тирасполя в Кишинёв. В 1946 году этот институт вошёл в состав Молдавской научно-исследовательской базы Академии наук СССР; на тот момент он насчитывал 15 сотрудников. В 1949 году база была преобразована в Молдавский филиал Академии наук СССР, а в 1961 году — в Академию наук Молдавской ССР.
В 1958 году из состава этого института был выделен собственно Институт языка и литературы. В советский период институт изучал молдавский язык, общее и романское языкознание и восточнороманско-славянские языковые контакты. Советский период деятельности института связан с именами учёных В. П. Коробана, Е. М. Руссева, Г. Ф. Богача, И. Василенко, В. Бадиу, Ф. Д. Левита, П. Завулана, Н. Г. Корлэтяну, С. Г. Бережана, Г. Гогина, М. А. Габинского и Н. Раевского.
В 1991 году институт разделён на Институт языкознания и Институт литературы и фольклора. В 2006 году Институт языкознания, Институт литературы и фольклора и Национальный центр терминологии были объединены в Институт филологии Академии наук Молдовы. В 2018 году институт был переименован в Институт румынской филологии имени Богдана Петричейку
Хашдеу и вместе с другими 19 институтами Академии наук Молдовы был передан Министерству образования, культуры и исследований Молдовы, а в 2022 году он был включён в состав Молдавского государственного университета.

## Описание
Институт включает в себя три центра:
- Центр языкознания
- Центр литературы и фольклора
- Центр терминологии.

В институте выходят научные журналы «Philologia» и «Limbă, Literatura, Folclor».

## Выпущенные издания
- «Восточнославяно-молдавские языковые взаимоотношения» (1961—1967) (рус.) (молд.)
- Корлэтяну Н. Г. «Исследование лексической системы молдавского языка. 1870—1890 гг.» (1964) (молд.)
- «Молдавский лингвистический атлас» (т. 1—2, 1968—1972) (молд.)
- «Социально-историческая обусловленность развития молдавского национального языка» (1983) (рус.) (молд.)
- Ильяшенко Т. П. «Формирование романских литературных языков. Молдавский язык.» (1983)
- Борш А. П. «Русско-молдавский словарь» (1976)
- «Толковый словарь молдавского языка» (в. 1—2, 1977—1985) (молд.)
- «Краткий этимологический словарь молдавского языка» (1978) (молд.)

## Директора
Директора Института языка и литературы:
- 1958—1961: И. К. Вартичан
- 1961—1969: Н. Г. Корлэтяну
- 1969—1984: С. С. Чиботару
- 1984—1987: Х. Г. Корбу[рум.]
- 1987—1991: С. Г. Бережан[рум.]

Директора Института языка:
- 1991—2000: С. Г. Бережан[рум.]
- 2000—2007: И. Бэрбуцэ[рум.]

Директора Института литературы и фольклора:
- 1991—2000: В. Чокану[рум.]
- 2000—2006: С. Королевски

Директора Института (румынской) филологии:
- 2007—2009: А. Бантош[рум.]
- 2009—2018: В. И. Бахнару[рум.]
- 2019—н. в.: Н. Корчински[вд]